# Liste der Landschaftsschutzgebiete im Landkreis Oberallgäu
Im Landkreis Oberallgäu gibt es 23 Landschaftsschutzgebiete. (Stand: November 2018)

## Hinweise zu den Angaben in der Tabelle
- Gebietsname: Amtliche Bezeichnung des Schutzgebietes
- Bild/Commons: Bild und Link zu weiteren Bildern aus dem Schutzgebiet
- LSG-ID: Amtliche Nummer des Schutzgebietes
- WDPA-ID: Link zum Eintrag des Schutzgebietes in der World Database on Protected Areas
- Wikidata: Link zum Wikidata-Eintrag des Schutzgebietes
- Ausweisung: Datum der Ausweisung als Schutzgebiet
- Gemeinde(n): Gemeinden, auf denen sich das Schutzgebiet befindet
- Lage: Geografischer Standort
- Fläche: Gesamtfläche des Schutzgebietes in Hektar
- Flächenanteil: Anteilige Flächen des Schutzgebietes in Landkreisen/Gemeinden, Angabe in % der Gesamtfläche
- Bemerkung: Besonderheiten und Anmerkungen

Bis auf die Spalte Lage sind alle Spalten sortierbar.
| Gebietsname | Bild/Commons   | LSG-ID       | WDPA-ID | Wikidata  | Ausweisung | Gemeinde(n) | Lage     | Fläche ha | Flächenanteil                                               | Bemerkung                                     |
| --- | -------------- | ------------ | ------- | --------- | ---------- | ----------- | -------- | --------- | ----------------------------------------------------------- | --------------------------------------------- |
| Betzigauer Moos | weitere Bilder | LSG-00414.01 | 395922  | Q59608916 | 1988       |             | Position | 205,1     | Kempten (12,8 %), Landkreis Oberallgäu (87,2 %)             |                                               |
| Bezirksverordnung über den Schutz des Grüntensees in den Landkreisen Oberallgäu und Ostallgäu                                                                | weitere Bilder | LSG-00127.01 | 395601  | Q59608301 | 1966       |             | Position | 764,73    | Landkreis Ostallgäu (35,2 %), Landkreis Oberallgäu (64,8 %) | Stausee Grüntensee an der Wertach             |
| Eschacher Weiher | weitere Bilder | LSG-00379.01 | 395887  | Q59609061 | 1985       |             | Position | 59,75     | Landkreis Oberallgäu (100 %)                                |                                               |
| Großer Alpsee | weitere Bilder | LSG-00359.01 | 395868  | Q59608919 | 1984       |             | Position | 822,54    | Landkreis Oberallgäu (100 %)                                |                                               |
| Hörnergruppe | weitere Bilder | LSG-00467.01 | 395975  | Q59609108 | 1992       |             | Position | 6823,03   | Landkreis Oberallgäu (100 %)                                |                                               |
| Illerschleife oberhalb Martinszell und unteres Rottachtal | weitere Bilder | LSG-00132.01 | 395606  | Q59608923 | 1967       |             | Position | 432,51    | Landkreis Oberallgäu (100 %)                                |                                               |
| Kleiner Alpsee bei Immenstadt | weitere Bilder | LSG-00464.01 | 395972  | Q59608925 | 1992       |             | Position | 37,94     | Landkreis Oberallgäu (100 %)                                |                                               |
| Mühlbachtal | weitere Bilder | LSG-00454.01 | 395962  | Q59608107 | 1991       |             | Position | 684,11    | Landkreis Unterallgäu (71 %), Landkreis Oberallgäu (29,0 %) |                                               |
| Nagelfluhkette (Hochgratkette) | weitere Bilder | LSG-00468.01 | 395976  | Q59608927 | 1992       |             | Position | 5687,92   | Landkreis Oberallgäu (100 %)                                |                                               |
| Niedersonthofener See | weitere Bilder | LSG-00183.01 | 395654  | Q59608930 | 1970       |             | Position | 687,64    | Landkreis Oberallgäu (100 %)                                |                                               |
| Rauhenzeller Moos | weitere Bilder | LSG-00408.01 | 395916  | Q59608931 | 1987       |             | Position | 304,31    | Landkreis Oberallgäu (100 %)                                |                                               |
| Schutz des Grüntengebietes, des Großen Waldes, der Deutschen Alpenstraße und des Wertachtales                                                                | weitere Bilder | LSG-00249.01 | 395727  | Q59608933 | 1972       |             | Position | 7614,76   | Landkreis Oberallgäu (99,9 %)                               | Grünten, ein Bergrücken in den Allgäuer Alpen |
| Schutz des nördlich Hochgreut in den Gemarkungen Wildpoldsried, Betzigau und Kraftisried gelegenen Bruckmooses                                               |                | LSG-00080.01 | 395502  | Q59608297 | 1956       |             | Position | 131,05    | Landkreis Ostallgäu (10,7 %), Landkreis Oberallgäu (89,2 %) |                                               |
| Schutz von Landschaftsteilen des Tiefenberger Mooses | weitere Bilder | LSG-00221.01 | 395699  | Q59608936 | 1971       |             | Position | 386,31    | Landkreis Oberallgäu (100 %)                                |                                               |
| Schutz von Landschaftsteilen im Bereich der Allgäuer Hochalpenkette mit Einschluß der Oberstdorfer Täler und des Hintersteiner Tales im Landkreis Oberallgäu | weitere Bilder | LSG-00248.01 | 395726  | Q59608939 | 1972       |             | Position | 19630,49  | Landkreis Oberallgäu (99,9 %)                               |                                               |
| Schutz von Landschaftsteilen im Markt Dietmannsried |                | LSG-00282.01 | 395760  | Q59608940 | 1976       |             | Position | 31,49     | Landkreis Oberallgäu (100 %)                                |                                               |
| Schutz von Landschaftsteilen in den Märkten Altusried und Dietmannsried                                                                                      | weitere Bilder | LSG-00284.01 | 395762  | Q59608943 | 1977       |             | Position | 1464,72   | Landkreis Oberallgäu (99,9 %)                               |                                               |
| Schwarzenberger Weiher mit Wintermoos und Sennenmoos | weitere Bilder | LSG-00421.01 | 395929  | Q59608944 | 1988       |             | Position | 238,43    | Landkreis Oberallgäu (100 %)                                |                                               |
| Stoffelberg | weitere Bilder | LSG-00444.01 | 395952  | Q59608946 | 1989       |             | Position | 524,98    | Landkreis Oberallgäu (100 %)                                |                                               |
| Sulzberger See | weitere Bilder | LSG-00356.01 | 395865  | Q59608948 | 1984       |             | Position | 131,09    | Landkreis Oberallgäu (100 %)                                |                                               |
| Waltenhofener Moor | weitere Bilder | LSG-00355.01 | 395864  | Q59608950 | 1984       |             | Position | 66,68     | Landkreis Oberallgäu (100 %)                                |                                               |
| Werdensteiner Moos | weitere Bilder | LSG-00285.01 | 395763  | Q59608952 | 1977       |             | Position | 136,62    | Landkreis Oberallgäu (100 %)                                |                                               |
| Wertachschlucht | weitere Bilder | LSG-00472.01 | 395980  | Q59608316 | 1993       |             | Position | 954,54    | Landkreis Ostallgäu (85,1 %), Landkreis Oberallgäu (14,9 %) |                                               |